# ستاره‌های سربی (فیلم)
ستاره‌های سربی فیلمی به کارگردانی  و نویسندگی مهدی ودادی ساختهٔ سال ۱۳۸۱ است.

## خلاصه داستان
در مسابقات پارالمپیک جهان، نریمان شکری، قهرمان ایرانی، با کامل سعدون از عراق روبرو می شود.نریمان شکری با دیدن او، سالها به عقب بازگشته و روزهای سخت و پرالتهاب جنگ را و قساوت و خشونت حریفش، افسر عراقی سابق، کامل سعدون را به خاطر می آورد.اینک بار دیگر، در برابر دشمن ایستاده است. نتیجه دیدار، مرور سالهای جنگ است، این بار در شرایطی متعادل مبارزه ای شکل میگیرد که برنده اش حقانیت و صداقت است.

## بازیگران
- دانیال حکیمی
- فریبرز عرب نیا
- شهاب عسگری
- نازنین نورآذر
- ملیحه نظری
- محمد مهین خاکی
- اکبر نظری
- داوود آغاسی